# Athyreus tuberifer
Athyreus tuberifer är en skalbaggsart som beskrevs av Felsche 1909. Athyreus tuberifer ingår i släktet Athyreus och familjen Bolboceratidae. Inga underarter finns listade.